# シーキューブ (電気通信工事)
シーキューブ株式会社（英: C-Cube Co., Ltd.）は、主として電気通信工事を行っている会社。株式会社シーキューブという会社も存在するが関係は無い。

## 概要
NTT認定工事業者。東海4県（愛知・岐阜・三重・静岡）を主なエリアとしている。20の子会社と1の関連会社を持つ。子会社へ出向している社員も多い。子会社には情報サービス事業やリース事業などを行う会社もある。1992年（平成4年）に現在の会社名に変更。「Computer」「Communication」「Construction」の3つの合言葉より「C」のキューブ（cube＝3乗）よりシーキューブとなった。
名古屋証券取引所第一部単独上場銘柄のひとつであったが、シーキューブと協和エクシオ（現・エクシオグループ）は2018年（平成30年）5月9日に、同年10月1日付で経営統合を行うことで合意。シーキューブは同年10月1日付で、簡易株式交換により協和エクシオの完全子会社となった。これに伴い、シーキューブ株式は、同年9月26日に名古屋証券取引所第一部上場廃止となった。

## 沿革
- 1954年（昭和29年）5月 - 中部通信建設株式会社として設立。
- 1974年（昭和49年）11月 - 名古屋証券取引所第二部に株式上場・資本金4億円。
- 1988年（昭和63年）4月 - OA事業部門分社独立、株式会社フューチャーイン設立。
- 1991年（平成3年）4月 - 東海通信建設株式会社と合併。
- 1992年（平成4年）10月 - シーキューブ株式会社に社名変更。
- 1994年（平成6年）4月 - 中区門前町に新本社ビル新築・移転。
- 1996年（平成8年）5月 - 中京電話建設および山本通信建設と合併。
- 1997年（平成9年）5月 - 東京事務所開設。
- 1998年（平成10年）
  - 4月 - 大阪事務所開設。
  - 9月 - 名古屋証券取引所第一部に昇格、資本金41億円。
- 2001年（平成13年）3月 - 西日本電信電話の「電気通信設備請負工事競争参加資格者」に認定。
- 2013年（平成25年)  6月 - 日立電線より移動通信設備工事業を譲受。
- 2018年（平成30年）
  - 9月26日 - 名古屋証券取引所第一部上場廃止。
  - 10月1日 - 株式会社協和エクシオと経営統合を実施し、シーキューブは協和エクシオの完全子会社となる。
- 2020年（平成30年）
  - 4月1日 - 東邦工事株式会社を完全子会社化[3]。
  - 4月1日 - 子会社の株式会社シーキューブ岐阜と濃尾電設株式会社が合併し、株式会社CaN-TECに商号変更[4]。
- 2022年（令和4年）4月1日 -
  - 三重NDS株式会社の全株式を取得し、完全子会社化。株式会社シーキューブ三重を存続会社として三重NDS株式会社を合併[5]。
  - 三通建設工事株式会社、日本協同建設株式会社、株式会社エフシーテクノを子会社化[5]。

## 事業所
- 本社 - 愛知県名古屋市中区門前町1番51号
- ICT事業本部 - 愛知県名古屋市西区
- メディアネットワーク事業本部 - 愛知県名古屋市中村区
- 愛知支店・技術開発部 - 愛知県春日井市
- 名古屋東営業所・愛知土木営業所 - 愛知県瀬戸市
- 名古屋南営業所 - 愛知県大府市
- 阿久比事業所 - 愛知県知多郡阿久比町
- 岐阜支店・岐阜土木営業所 - 岐阜県加茂郡坂祝町
- 三重支店・三重土木営業所 - 三重県三重郡川越町
- 中南勢営業所 - 三重県津市
- 静岡支店・静岡土木営業所 - 静岡県田方郡函南町
- 静岡東部営業所 - 静岡県沼津市
- 東日本事業本部 - 東京都大田区
- 西日本事業部 - 大阪府大阪市中央区

## 子会社
- 株式会社シーキューブ愛知
- 株式会社シーキューブ三重
- 株式会社シーキューブ静岡
- 株式会社テレコムリンク
- 三通建設工事株式会社
- 日本協同建設株式会社
- 株式会社エフシーテクノ
- 東海通建株式会社
- 株式会社シー・エス・ケエ
- 株式会社アイギ
- 株式会社嶋田建設
- 株式会社トーカイ
- 株式会社CTS
- 三光通信株式会社
- クローバーエース株式会社
- 株式会社フューチャーイン
- 株式会社ケーエスジャパン
- 株式会社シーキューブトータルサービス